# إيلا هاميلتون دورلي
إيلا هاميلتون دورلي (بالانجليزية: Ella Hamilton Durley) (اسمها قبل الزواج: هاميلتون؛ اسمها المستعار: جوديث جورجنسون؛ من مواليد: 1852 - 14 أغسطس 1922) معلمة أمريكية ومحررة وصحفية. كانت دورلي أيضًا ناشطة سلام ودعمت حق المرأة في التصويت. قامت بعمل مبهر في صحيفة ساترداي ميل بكتابة نص أسبوعي في دي موين، لكن حياتها المهنية كانت مرتبطة بشكل أساسي بصحيفة دي موين ديلي نيوز، التي تشاركت ملكيتها مع زوجها بريستون بي. دورلي وشقيقها جون جيه. هاميلتون. تحت الاسم المستعار «جوديث جورجنسون»، كتبت عمودًا من قصص الحياة الواقعية بعنوان «حول المصباح المسائي»، لسنوات عديدة واعتبرت كتاباتها تلك جديرة بالإكبار.
بصفتها محررة في صحيفة ذا نيوز جونيور، أصبحت دورلي المرشد الأدبي ومعلمة لأطفال ولاية أيوا، الذين تنافسوا على الصور الفنية المعلقة من بين مئات المدارس في جميع أنحاء الولاية. في وقت لاحق، بدأت العمل كمحررة في مجلة هوم ميكر ماغازين، لكن في نفس الوقت حافظت على عملها كمحررة مشاركة في صحيفة ناشيونال ديلي ريفيو في شيكاغو، بعد ذلك انتقلت إلى صحيفة وومنز ناشيونال ديلي في سانت لويس بصفتها الأخيرة، وزارت جميع أنحاء البلاد وأجرت مقابلة مع الرئيس السابق جروفر كليفلاند في منزله في برينستون، نيوجيرسي، بالإضافة إلى نخبة من الرجال والنساء المتميزين. بحسب شركة برينتر للنشر والطباعة، عُدّت دورلي «واحدة من أنجح اثنتين أو ثلاث صحفيات في الولايات المتحدة».

## اتحاد أخوات السلام
نظم اتحاد أخوات السلام في لوس أنجلوس في يونيو عام 1916، على يد دورلي نفسها، التي جلبت لمساعدتها سبع نساء، أصبحن جميعهن الدائرة الأم. في غضون أيام قليلة، اختارت كل واحدة من هؤلاء السيدات دائرتها الخاصة – من أصل سبعة، والتي كانت دورلي الأخت الكبرى لهن جميعهن، بحيث يحصل المنتسبون الخمسون الأوائل في المنظمة على عضوية الميثاق. تعهدت كل منهن بتأمين ستة نساء آخرين في غضون وقت معقول، ودافعت كل منهن عن نفسها لأجل نفس الهدف. وعد جميع الأعضاء بالعمل بلا كلل من أجل الوحدة والسلام والوئام في أحيائهم وبلدهم وفي جميع أنحاء العالم. في نفس العام، تأسست دائرة ثانية في شيكاغو.
يمتلك اتحاد اخوات السلام، من حيث المبدأ الأساسي، إيمانًا قويًا بإخلاص المرأة في إعلاناتها المناهضة للحرب وتأييدها لتسوية المسائل الدولية عن طريق الوساطة من المحكمة الدولية. إلى جانب إيمانهن بأن الحرب ليست الكلمة الأخيرة في الحكمة الإنسانية، لذا فقد يسعدهن أن يدخلن في خطة بناءة محددة لتحقيق سلام عالمي ودائم. قال المسافرون الأوروبيون لدى عودتهم أنه في جميع أنحاء الدول المتحاربة كان هناك وعي متزايد بعدم جدوى الحرب مطلقًا.
كان الأمل في إقامة سلام عالمي في غضون سبع سنوات: «لتوحيد نساء كاليفورنيا في عام 1916 والولايات المتحدة في عام 1917 وأمريكا الشمالية في عام 1918 وأمريكا الجنوبية في عام 1919 وأوروبا في عام 1920 وآسيا في عام 1921 ونساء أفريقيا وجزر البحر في عام 1922 – حول العالم في سبع سنوات. كان شعار الاتحاد: «ليس لدينا تحيزات؛ كل امرأة هي أختنا وكل رجل هو أخونا. نصّ الالتزام الذي تعهد به الأعضاء هو: «نتعهد بأن نكون أعضاء مخلصين في اتحاد أخوات السلام؛ لتنظيم دوائر تابعة إلى الدائرة الأم، والعمل دون كلل من أجل الوحدة والسلام والوئام في أحيائنا وبلدنا وفي جميع أنحاء العالم، والتفكير والتحدث بشكل جيد عن جميع الأشخاص والأجناس والأمم ونسيان عيوبهم».
تم الترويج للعضوية عن طريق بطاقات مرقمة وموقعة من الأخت الكبرى، يليها أعضاء دائرتها. أعطيت لكل واحدة بطاقة برقم أعلى، وقعتها بدورها على أنها الأخت الكبرى وشرعت في ملء دائرتها الخاصة. أعطت دورلي أيضًا ست بطاقات ذات رقم أعلى لكل منهن، بحيث يتم تزويد كل منها ببطاقات أخرى لمواصلة عملها. يمكن للدائرة، في حال رغبت بذلك، انتخاب الأخ الأكبر. كان من أوائل الذين وافقن على ترشيحه هو الداعية إلى السلام المتميز، ديفيد ستار جوردن، الذي أصبح راعيًا فخريًا للاتحاد. أعرب هنري فورد ووليام جيننغز بريان عن تقديرهما الكبير لخطة الاتحاد وإيمانهما بفعاليتها عبر كتاباتهما.
خضعت أنظمة السلسلة غير المنتهية للحظر من قِبَل إدارة مكتب البريد قبل عدة سنوات، لكن عندما أجرى مفتش البريد تحقيقًا حول اتحاد «أخوات» السلام وأهدافه، أعلن أنه نظرًا لعدم وجود أرباح يمكن تحقيقها «سينفد النظام في كل مكان بعد مرور الوقت، ولن تتدخل السلطات البريدية».